# XTEA

Jedna runda šifry XTEA

XTEA (zkratka eXtended TEA, tj. rozšířený TEA) je bloková šifra, nástupce šifry TEA. Obě mají stejné tvůrce Davida Wheelera a Rogera Needhama z Cambridgeské univerzity a XTEA byla navržena v roce 1997. Opět se jedná o Feistelovu šifru s velikostí bloku 64 bitů a délkou klíče 128 bitů a opět autoři zveřejnili i referenční implementaci napsanou v Céčku jako volné dílo.
Změny vůči šifře TEA zahrnují mimo jiné složitější odvozování rundovních klíčů.
Později autoři přišli s dalším nástupcem, šifrou XXTEA.